# Осмотическая концентрация
Осмоти́ческая концентра́ция — суммарная концентрация всех растворённых частиц.
Может выражаться как осмолярность (осмоль на литр раствора) и как осмоляльность (осмоль на килограмм растворителя).
Осмо́ль — единица осмотической концентрации, равная осмолярности, получаемой при растворении в одном литре растворителя одного моля неэлектролита. Соответственно, раствор неэлектролита с концентрацией 1 моль/л имеет осмолярность 1 осмоль/литр.
Осмолярность электролита зависит от его концентрации, коэффициента диссоциации и числа ионов, на которые он диссоциирует:
{\displaystyle {\text{osm}}=\Phi nC,}
где Φ — коэффициент диссоциации, принимает значения от 0 (для неэлектролита) до 1 (полная диссоциация), n — количество частиц, на которые диссоциирует молекула (например, для NaCl n = 2, для H2SO4 n = 3), C — молярная концентрация раствора.
Так, если NaCl при растворении диссоциирует на Na+ и Cl−, и в разбавленных растворах диссоциирует нацело (Φ = 1), то осмолярность 1-молярного раствора NaCl составит 2 осмоль/л, в концентрированных растворах Φ может быть 0,8, тогда осмолярность 1-молярного раствора составит 1,6 осмоль/л.
От осмолярности зависят так называемые коллигативные свойства растворов: депрессия точки замерзания (чем выше осмолярность, тем ниже температура замерзания раствора), повышение точки кипения (чем выше осмолярность, тем выше температура кипения) и осмотическое давление.

## Внешние ссылки
- ОФС.1.2.1.0003.15 Осмолярность Архивная копия от 19 сентября 2019 на Wayback Machine